# Мескита де Оливейра, Луис
Луис Мескита де Оливейра (порт.-браз. Luís Mesquita de Oliveira; 29 марта 1911, по другим данным 25 июня 1912, Рио-де-Жанейро — 27 декабря 1983, Сан-Паулу), более известный под именем Луизиньо (порт.-браз. Luisinho/Luizinho) — бразильский футболист, правый нападающий. Выиграл семь чемпионатов штата Сан-Паулу. 

## Карьера
Луизиньо родился в семье Эрнесто Луиса де Оливейра и Сесилии Мескиты де Оливейра. У них родилось семь сыновей и одна дочь. Сам Луизиньо являлся пятым ребёнком в семье. Он начал карьеру в клубе «Англу-Бразилейру», где играл с 1928 по 1929 год. В 1929 году Луизиньо перешёл в клуб «Паулистано». В 1930 году клуб обанкротился, а часть игроков и руководителей команды основали новую команду — «Сан-Паулу да Флореста». В 1931 году Луизиньо помог команде выиграть чемпионат штата Сан-Паулу.
В 1935 году Луизиньо стал игроком клуба «Эстуданте», где играл два сезона. В том же году он перешёл в клуб «Палестра Италия» и играл там до 1940 года. В команде футболист дебютировал 25 августа 1935 года в товарищеской игре со сборной Мадрида (2:0). 8 сентября того же года он забил первый гол, поразив ворота «Португезы Сантисты» (3:2). С «Палестрой» Луизиньо выиграл два чемпионата штата. 20 апреля игрок провёл последний матч за клуб, в котором его команда проиграла «Жувентусу» со счётом 2:3. Всего за «Палестру» Луизиньо сыграл 163 матча (110 побед, 31 ничья и 22 поражения) и забил 123 гола. По другим данным 164 матча (110 побед, 32 ничьи и 22 поражения) и 122 гола. По третьим 167 матчей и 121 гол. 
В 1941 году форвард возвратился в «Сан-Паулу» и выиграл с командой три чемпионата штата. Всего за «Сан-Паулу» Луизиньо сыграл 264 матча и забил 173 гола. 
Во время игровой карьеры, Луизиньо получил юридическое образование. После завершения игровой карьеры он работал судьей в Спортивном арбитражном суде. 

## Международная статистика
| Матчи Луизиньо за сборную Бразилии | Матчи Луизиньо за сборную Бразилии | Матчи Луизиньо за сборную Бразилии | Матчи Луизиньо за сборную Бразилии | Матчи Луизиньо за сборную Бразилии | Матчи Луизиньо за сборную Бразилии | Матчи Луизиньо за сборную Бразилии |
| ---------------------------------- | ---------------------------------- | ---------------------------------- | ---------------------------------- | ---------------------------------- | ---------------------------------- | ---------------------------------- |
| №                                  | Дата                               | Место проведения                   | Оппонент                           | Счёт                               | Голы                               | Турнир                             |
| 1                                  | 27 мая 1934                        | Генуя                              | Испания                            | 1:3                                | —                                  | Чемпионат мира                     |
| 2                                  | 3 июня 1934                        | Белград                            | Югославия                          | 4:8                                | —                                  | Товарищеский матч                  |
| 3                                  | 8 июня 1934                        | Загреб                             | Граджянски                         | 0:0                                | —                                  | Товарищеский матч                  |
| 4                                  | 17 июня 1934                       | Барселона                          | Каталония                          | 1:2                                | —                                  | Товарищеский матч                  |
| 5                                  | 24 июня 1934                       | Жирона                             | Каталония                          | 2:2                                | —                                  | Товарищеский матч                  |
| 6                                  | 1 июля 1934                        | Барселона                          | Барселона                          | 4:4                                | —                                  | Товарищеский матч                  |
| 7                                  | 12 июля 1934                       | Лиссабон                           | Сборная Бенфики и Белененсиша      | 4:2                                | —                                  | Товарищеский матч                  |
| 8                                  | 15 июля 1934                       | Лиссабон                           | Спортинг                           | 6:1                                | 1                                  | Товарищеский матч                  |
| 9                                  | 22 июля 1934                       | Порту                              | Порту                              | 0:0                                | —                                  | Товарищеский матч                  |
| 10                                 | 3 января 1937                      | Буэнос-Айрес                       | Чили                               | 6:4                                | 2                                  | Чемпионат Южной Америки            |
| 11                                 | 13 января 1937                     | Буэнос-Айрес                       | Парагвай                           | 5:0                                | 2                                  | Чемпионат Южной Америки            |
| 12                                 | 19 января 1937                     | Буэнос-Айрес                       | Уругвай                            | 3:2                                | —                                  | Чемпионат Южной Америки            |
| 13                                 | 30 января 1937                     | Буэнос-Айрес                       | Аргентина                          | 0:1                                | —                                  | Чемпионат Южной Америки            |
| 14                                 | 1 февраля 1937                     | Буэнос-Айрес                       | Аргентина                          | 0:2                                | —                                  | Чемпионат Южной Америки            |
| 15                                 | 14 июня 1938                       | Бордо                              | Чехословакия                       | 2:1                                | —                                  | Чемпионат мира                     |
| 16                                 | 16 июня 1938                       | Марсель                            | Италия                             | 1:2                                | —                                  | Чемпионат мира                     |
| 17                                 | 15 января 1939                     | Рио-де-Жанейро                     | Аргентина                          | 1:5                                | —                                  | Кубок Рока                         |
| 18                                 | 18 мая 1944                        | Сан-Паулу                          | Уругвай                            | 4:0                                | —                                  | Товарищеский матч                  |

## Достижения

### Командные
- Чемпион штата Сан-Паулу: 1929, 1931, 1936, 1940, 1943, 1945, 1946

### Личные
- Лучший бомбардир чемпионата штата Сан-Паулу: 1944 (22 гола)